# Kwanda Mngonyama
Kwandakwensizwa Mngonyama est un footballeur sud-africain né le 25 septembre 1993 à Durban. Il évolue au poste de défenseur avec les Orlando Pirates.

## Biographie
Avec la sélection sud-africaine, il participe à la Coupe COSAFA en mai 2015. Il dispute ensuite la Coupe d'Afrique des nations des moins de 23 ans 2015 organisée au Sénégal. L'Afrique du Sud se classe troisième de cette compétition.

## Statistiques
| Saison                | Club                  | Championnat           | Championnat | Championnat | Coupe(s) nationale(s) | Coupe(s) nationale(s) | Afrique du Sud | Afrique du Sud | Total | Total |
| Saison                | Club                  | Division              | M.          | B.          | M.                    | B.                    | M.             | B.             | M.    | B.    |
| 2013-2014             | Wits University FC    | Premier Soccer League | 22          | 0           | 1                     | 1                     | -              | -              | 23    | 1     |
| Sous-total            | Sous-total            | Sous-total            | 22          | 0           | 1                     | 1                     | -              | -              | 23    | 1     |
| 2014-2015             | Maritzburg United     | Premier Soccer League | 25          | 2           | 1                     | 0                     | 5              | 0              | 31    | 2     |
| 2015-2016             | Maritzburg United     | Premier Soccer League | 8           | 0           | 0                     | 0                     | 0              | 0              | 8     | 0     |
| Sous-total            | Sous-total            | Sous-total            | 33          | 2           | 1                     | 0                     | 5              | 0              | 39    | 2     |
| Total sur la carrière | Total sur la carrière | Total sur la carrière | 55          | 2           | 2                     | 1                     | 5              | 0              | 62    | 3     |